# Coupe de la mer du Nord de rugby à XV 2011-2012
Navigation
Édition suivante
La Coupe de la mer du Nord de rugby à XV 2011-2012 est la première édition de cette compétition de rugby à XV organisée par l'Association européenne de rugby. Le club du SC 1880 Frankfurt remporte la finale face au Heidelberger RK.

## Les clubs de l'édition 2011-2012
Les 6 équipes sont les suivantes :
| - SC 1880 Frankfurt - Heidelberger RK - RC Hilversum | - RC Kituro Schaerbek - 's-Hertogenbosch The Dukes - RC Boitsfort |

## Phase régulière

### Classement
| Rang | Club                       | J | V | N | D | Bo | Bd | Pm  | Pe  | Diff | Pts |
| ---- | -------------------------- | - | - | - | - | -- | -- | --- | --- | ---- | --- |
| 1    | SC 1880 Frankfurt          | 3 | 3 | 0 | 0 | 3  | 0  | 138 | 15  | +123 | 15  |
| 2    | Heidelberger RK            | 3 | 3 | 0 | 0 | 3  | 0  | 125 | 9   | +116 | 15  |
| 3    | RC Hilversum               | 3 | 1 | 0 | 2 | 2  | 0  | 61  | 76  | -15  | 6   |
| 4    | Kituro RC                  | 3 | 1 | 0 | 2 | 1  | 0  | 44  | 77  | -33  | 5   |
| 5    | 's-Hertogenbosch The Dukes | 3 | 1 | 0 | 2 | 0  | 0  | 24  | 109 | -85  | 4   |
| 6    | Boitsfort RC               | 3 | 0 | 0 | 3 | 0  | 0  | 25  | 131 | -106 | 0   |

|  | Qualifiés pour la finale (no 1, no 2) |

Attribution des points : victoire sur tapis vert : 5, victoire : 4, match nul : 2, défaite : 0, forfait : -2 ; plus les bonus (offensif : 4 essais marqués ; défensif : défaite par 7 points d'écart ou moins).

### Résultats des matchs
L'équipe qui reçoit est indiquée dans la colonne de gauche.
| Clubs                      | FRA  | HRK  | HIL   | KRC    | HER  | BRC   |
| -------------------------- | ---- | ---- | ----- | ------ | ---- | ----- |
| SC 1880 Frankfurt          |      |      |       |        |      | 57-5  |
| Heidelberger RK            |      |      |       | Annulé | 53-3 |       |
| RC Hilversum               |      | 6-32 |       |        |      | 34-20 |
| RC Kituro Schaerbek        | 7-38 |      | 24-21 |        |      |       |
| 's-Hertogenbosch The Dukes |      | 3-43 |       | 18-13  |      |       |
| Boitsfort RC               |      | 0-40 |       |        |      |       |

|  | Victoire à domicile |  | Match nul |  | Défaite à domicile |

## Finale
| 17 mai 2012 15 h 00 CET | SC 1880 Frankfurt | 26 – 19 (10 - 0) | Heidelberger RK | Francfort 400 spectateurs |
| 17 mai 2012 15 h 00 CET |                   |                  |                 | Francfort 400 spectateurs |
| 17 mai 2012 15 h 00 CET |                   |                  |                 | Francfort 400 spectateurs |